# Lista siturilor arheologice din județul Mureș - S
Lista siturilor arheologice din județul Mureș - S conține toate siturile arheologice din județul Mureș înscrise în Repertoriul Arheologic Național (RAN) și aflate în localități al căror nume începe cu litera S. RAN este administrat de Ministerul Culturii și Patrimoniului Național și cuprinde date științifice, cartografice, topografice, imagini și planuri, precum și orice alte informații privitoare la zonele cu potențial arheologic, studiate sau nu, încă existente sau dispărute.
Puteți căuta un sit din localitățile care încep cu litera S folosind formularul de mai jos sau puteți naviga prin toate siturile din județ la Lista siturilor arheologice din județul Mureș.
| Cod RAN                                   | Denumire | Localitate                                          | Adresă                                               | Datare                                      | Descoperit   | Coordonate                                              | Imagine           | Erori            |
| ----------------------------------------- | --- | --------------------------------------------------- | ---------------------------------------------------- | ------------------------------------------- | ------------ | ------------------------------------------------------- | ----------------- | ---------------- |
| 114523.03.01 (Cod LMI: MS-I-m-A-15428.03) | Situl arheologic de la Sighișoara - "Dealul Turcului" / ansamblu anonim (Categorie: locuire) (Tip: Așezare fortificată)                      | municipiul Sighișoara                               | Dealul Turcului                                      | Wietenberg                                  |              | 46°12′38″N 24°46′40″E / 46.21056°N 24.77778°E           | Încărcați imagine | Raportați eroare |
| 114523.03.02 (Cod LMI: MS-I-m-A-15428.02) | Situl arheologic de la Sighișoara - "Dealul Turcului" / ansamblu anonim (Categorie: locuire) (Tip: Așezare fortificată)                      | municipiul Sighișoara                               | Dealul Turcului                                      | geto-dacică sec. II - I î.Hr.               |              | 46°12′38″N 24°46′40″E / 46.21056°N 24.77778°E           | Încărcați imagine | Raportați eroare |
| 114523.03.03 (Cod LMI: MS-I-m-A-15428.01) | Situl arheologic de la Sighișoara - "Dealul Turcului" / ansamblu anonim (Categorie: locuire) (Tip: Necropolă)                                | municipiul Sighișoara                               | Dealul Turcului                                      | geto-dacică sec. II - I î.Hr.               |              | 46°12′38″N 24°46′40″E / 46.21056°N 24.77778°E           | Încărcați imagine | Raportați eroare |
| 119215.01.01 (Cod LMI: MS-I-s-B-15412)    | Așezarea romană de la Saschiz - "Cetatea Uriașilor" / ansamblu anonim (Categorie: locuire civilă) (Tip: Așezare)                             | sat Saschiz, comuna Saschiz                         | Cetatea Uriașilor                                    | sec. II - III d.Hr.                         |              | 46°12′39″N 24°46′38″E / 46.21083°N 24.77722°E           | Încărcați imagine | Raportați eroare |
| 114890.01.01 (Cod LMI: MS-I-s-B-15413)    | Turnul roman de la Săcădate - "Sakadat sorco" / ansamblu anonim (Categorie: fortificație) (Tip: Turn)                                        | localitate componentă Săcădat, oraș Sovata          | Sakadat sorco                                        |                                             |              | 46°38′00″N 25°02′00″E / 46.63334°N 25.03333°E           | Încărcați imagine | Raportați eroare |
| 120209.01.01 (Cod LMI: MS-I-m-B-15414.02) | Situl arheologic de la Sălașuri - "Teglasdülo" / ansamblu anonim (Categorie: locuire civilă) (Tip: Așezare)                                  | sat Sălașuri, comuna Vețca                          | Teglasdülo                                           | geto-dacică                                 |              | 46°23′00″N 24°46′00″E / 46.38334°N 24.76667°E           | Încărcați imagine | Raportați eroare |
| 120209.01.02 (Cod LMI: MS-I-m-B-15414.01) | Situl arheologic de la Sălașuri - "Teglasdülo" / ansamblu anonim (Categorie: locuire civilă) (Tip: Așezare)                                  | sat Sălașuri, comuna Vețca                          | Teglasdülo                                           | sec. VII - VIII d.Hr.                       |              | 46°23′00″N 24°46′00″E / 46.38334°N 24.76667°E           | Încărcați imagine | Raportați eroare |
| 117907.01.01 (Cod LMI: MS-I-s-B-15415)    | Așezarea hallstattiană de la Sălcud - "Moara lui Lörinczi" / ansamblu anonim (Categorie: locuire civilă) (Tip: Așezare fortificată)          | sat Sălcud, oraș Iernut                             | Moara lui Lörinczi                                   |                                             |              | 46°26′00″N 24°10′00″E / 46.43333°N 24.16667°E           | Încărcați imagine | Raportați eroare |
| 114907.01.01 (Cod LMI: MS-I-m-B-15416.02) | Situl arheologic din epoca romană de la Sărățeni - "Castru" / ansamblu anonim (Categorie: locuire) (Tip: Castru)                             | sat Sărățeni, comuna Sărățeni                       | Castru                                               | sec. II - III d.Hr.                         |              | 46°34′00″N 25°10′00″E / 46.56667°N 25.16667°E           | Încărcați imagine | Raportați eroare |
| 114907.01.02 (Cod LMI: MS-I-m-B-15416.01) | Situl arheologic din epoca romană de la Sărățeni - "Castru" / ansamblu anonim (Categorie: locuire) (Tip: Așezare)                            | sat Sărățeni, comuna Sărățeni                       | Castru                                               | sec. II - III d.Hr.                         |              | 46°34′00″N 25°10′00″E / 46.56667°N 25.16667°E           | Încărcați imagine | Raportați eroare |
| 114907.02.01 (Cod LMI: MS-I-m-B-15417.04) | Situl arheologic din epoca romană de la Sărățeni - "Cetatea lui Csombod" / ansamblu anonim (Categorie: locuire) (Tip: Fortificație)          | sat Sărățeni, comuna Sărățeni                       | Cetatea lui Csombod                                  |                                             |              | 46°35′00″N 25°01′00″E / 46.58333°N 25.01667°E           | Încărcați imagine | Raportați eroare |
| 114907.02.02 (Cod LMI: MS-I-m-B-15417.03) | Situl arheologic din epoca romană de la Sărățeni - "Cetatea lui Csombod" / ansamblu anonim (Categorie: locuire) (Tip: Fortificație)          | sat Sărățeni, comuna Sărățeni                       | Cetatea lui Csombod                                  |                                             |              | 46°35′00″N 25°01′00″E / 46.58333°N 25.01667°E           | Încărcați imagine | Raportați eroare |
| 114907.02.03 (Cod LMI: MS-I-m-B-15417.02) | Situl arheologic din epoca romană de la Sărățeni - "Cetatea lui Csombod" / ansamblu anonim (Categorie: locuire) (Tip: Fortificație)          | sat Sărățeni, comuna Sărățeni                       | Cetatea lui Csombod                                  | geto-dacică                                 |              | 46°35′00″N 25°01′00″E / 46.58333°N 25.01667°E           | Încărcați imagine | Raportați eroare |
| 114907.02.04 (Cod LMI: MS-I-m-B-15417.01) | Situl arheologic din epoca romană de la Sărățeni - "Cetatea lui Csombod" / ansamblu anonim (Categorie: locuire) (Tip: Fortificație)          | sat Sărățeni, comuna Sărățeni                       | Cetatea lui Csombod                                  | sec. XVI d.Hr.                              |              | 46°35′00″N 25°01′00″E / 46.58333°N 25.01667°E           | Încărcați imagine | Raportați eroare |
| 114907.03.01 (Cod LMI: MS-I-s-B-15418)    | Drumul roman de la Sărățeni - "Cetatea lui Csambod" / ansamblu anonim (Categorie: construcție) (Tip: Drum)                                   | sat Sărățeni, comuna Sărățeni                       | Cetatea lui Csambod                                  | sec. II - III d.Hr.                         |              | 46°35′00″N 25°01′30″E / 46.58333°N 25.025°E             | Încărcați imagine | Raportați eroare |
| 114523.01.01 (Cod LMI: MS-I-s-A-15426)    | Necropola romană de la Sighișoara - "Pârâul Hotarului" / ansamblu anonim (Categorie: descoperire funerară) (Tip: Necropolă)                  | municipiul Sighișoara                               | Pârâul Hotarului                                     |                                             |              | 46°12′38″N 24°46′40″E / 46.21056°N 24.77778°E           | Încărcați imagine | Raportați eroare |
| 114523.02.01 (Cod LMI: MS-I-s-A-15427)    | Castrul roman de la Sighișoara - "Podmoale" / ansamblu anonim (Categorie: fortificație) (Tip: Castru)                                        | municipiul Sighișoara                               | Podmoale                                             | sec. II - III d.Hr.                         |              | 46°12′38″N 24°46′40″E / 46.21056°N 24.77778°E           | Încărcați imagine | Raportați eroare |
| 114523.02.02 (Cod LMI: MS-I-m-A-15427.02) | Castrul roman de la Sighișoara - "Podmoale" / ansamblu anonim (Categorie: fortificație) (Tip: Canabae)                                       | municipiul Sighișoara                               | Podmoale                                             | sec. II - III d.Hr.                         |              | 46°12′38″N 24°46′40″E / 46.21056°N 24.77778°E           | Încărcați imagine | Raportați eroare |
| 117541.01.01 (Cod LMI: MS-I-m-B-15419.02) | Situl arheologic de la Sâmbriaș - "Chișhed" / ansamblu anonim (Categorie: fortificație) (Tip: Turn)                                          | sat Sâmbriaș, comuna Hodoșa                         | Chișhed                                              | sec. II - III d.H.r                         |              | 46°40′00″N 24°49′00″E / 46.66667°N 24.81667°E           | Încărcați imagine | Raportați eroare |
| 117541.01.02 (Cod LMI: MS-I-m-B-15419.01) | Situl arheologic de la Sâmbriaș - "Chișhed" / ansamblu anonim (Categorie: fortificație) (Tip: Schit)                                         | sat Sâmbriaș, comuna Hodoșa                         | Chișhed                                              | sec. XVIII                                  |              | 46°40′00″N 24°49′00″E / 46.66667°N 24.81667°E           | Încărcați imagine | Raportați eroare |
| 114391.01.01 (Cod LMI: MS-I-m-B-15420.02) | Situl arheologic de la Sâncraiu de Mureș - "Dealul Păgânilor" / ansamblu anonim (Categorie: locuire civilă) (Tip: Așezare fortificată)       | sat Sâncraiu de Mureș, comuna Sâncraiu de Mureș     | Dealul Păgânilor                                     |                                             |              | 46°33′00″N 24°31′00″E / 46.55°N 24.51667°E              | Încărcați imagine | Raportați eroare |
| 114391.01.02 (Cod LMI: MS-I-m-B-15420.01) | Situl arheologic de la Sâncraiu de Mureș - "Dealul Păgânilor" / ansamblu anonim (Categorie: locuire civilă) (Tip: Așezare)                   | sat Sâncraiu de Mureș, comuna Sâncraiu de Mureș     | Dealul Păgânilor                                     | sec. XII - XIII d.Hr.                       |              | 46°33′00″N 24°31′00″E / 46.55°N 24.51667°E              | Încărcați imagine | Raportați eroare |
| 114391.02.01 (Cod LMI: MS-I-s-B-15421)    | Așezarea medievală de la Sâncraiu de Mureș - "Biserică" / ansamblu anonim (Categorie: locuire civilă) (Tip: Așezare)                         | sat Sâncraiu de Mureș, comuna Sâncraiu de Mureș     | Biserică                                             | sec. XII - XIII d.Hr.                       |              | 46°33′00″N 24°30′30″E / 46.55°N 24.50833°E              | Încărcați imagine | Raportați eroare |
| 119340.01.01 (Cod LMI: MS-I-s-B-15422)    | Așezarea hallstattiană de la Sângeorgiu de Pădure - "Cetățuia" / ansamblu anonim (Categorie: locuire civilă) (Tip: Așezare fortificată)      | oraș Sângeorgiu de Pădure                           | Cetățuia                                             |                                             |              | 46°36′N 24°30′E / 46.6°N 24.5°E                         | Încărcați imagine | Raportați eroare |
| 119340.02.01 (Cod LMI: MS-I-s-B-15423)    | Așezarea hallstattiană de la Sângeorgiu de Pădure - "Cseholdal" / ansamblu anonim (Categorie: locuire civilă) (Tip: Așezare)                 | oraș Sângeorgiu de Pădure                           | Cseholdal                                            | sec. IX î.Hr.                               |              | 46°36′N 24°51′E / 46.6°N 24.85°E                        | Încărcați imagine | Raportați eroare |
| 119340.03.02 (Cod LMI: MS-I-s-B-15424)    | Situl arheologic de la Sângeorgiu de Pădure / ansamblu anonim (Categorie: locuire civilă) (Tip: Așezare rurală)                              | oraș Sângeorgiu de Pădure                           |                                                      |                                             |              |                                                         | Încărcați imagine | Raportați eroare |
| 119340.03.01 (Cod LMI: MS-I-s-B-15424)    | Situl arheologic de la Sângeorgiu de Pădure / ansamblu anonim (Categorie: locuire civilă) (Tip: Așezare)                                     | oraș Sângeorgiu de Pădure                           |                                                      |                                             |              |                                                         | Încărcați imagine | Raportați eroare |
| 119475.01.01 (Cod LMI: MS-I-s-B-15425)    | Drumul roman de la Sânpaul / ansamblu anonim (Categorie: construcție) (Tip: Drum)                                                            | sat Sânpaul, comuna Sânpaul                         |                                                      | sec. II - III d.Hr.                         |              | 46°28′00″N 25°41′00″E / 46.46667°N 25.68333°E           | Încărcați imagine | Raportați eroare |
| 114863.01.01 (Cod LMI: MS-I-s-B-15429)    | Așezarea romană de la Sovata - "Dealul Földvár" / ansamblu anonim (Categorie: locuire civilă) (Tip: Așezare)                                 | oraș Sovata                                         | Dealul Földvár                                       | sec. I - III d.Hr.                          |              | 46°35′00″N 25°03′00″E / 46.58333°N 25.05°E              | Încărcați imagine | Raportați eroare |
| 114462.01.01 (Cod LMI: MS-II-m-A-15800)   | Biserica reformată din Sântana de Mureș / ansamblu Biserica Reformată (Categorie: structură de cult/religioasă) (Tip: Biserică)              | sat Sântana de Mureș, comuna Sântana de Mureș       | Biserica reformată                                   | sec. XIII - XVI                             |              |                                                         | Încărcați imagine | Raportați eroare |
| 114462.01.02 (Cod LMI: MS-II-m-A-15800)   | Biserica reformată din Sântana de Mureș / ansamblu anonim (Categorie: structură de cult/religioasă) (Tip: necropola)                         | sat Sântana de Mureș, comuna Sântana de Mureș       | Biserica reformată                                   | sec. X - XIII                               |              |                                                         | Încărcați imagine | Raportați eroare |
| 114523.05.03                              | Situl arheologic de la Sighișoara - "Dealul Viilor" / ansamblu anonim (Categorie: locuire) (Tip: Așezare)                                    | municipiul Sighișoara                               | Dealul Viilor                                        | sec. III-VIII d.Hr.                         |              |                                                         | Încărcați imagine | Raportați eroare |
| 114523.05.03                              | Situl arheologic de la Sighișoara - "Dealul Viilor" / complex M. 183 (Categorie: locuire) (Tip: mormânt de inhumație)                        | municipiul Sighișoara                               | Dealul Viilor                                        | sec. VI                                     |              |                                                         | Încărcați imagine | Raportați eroare |
| 114523.05.03                              | Situl arheologic de la Sighișoara - "Dealul Viilor" / complex M. 184 (Categorie: locuire) (Tip: mormânt de inhumație)                        | municipiul Sighișoara                               | Dealul Viilor                                        | sec. VI                                     |              |                                                         | Încărcați imagine | Raportați eroare |
| 114523.05.03                              | Situl arheologic de la Sighișoara - "Dealul Viilor" / complex M. 182 (Categorie: locuire) (Tip: mormânt de inhumație)                        | municipiul Sighișoara                               | Dealul Viilor                                        | sec. VI                                     |              |                                                         | Încărcați imagine | Raportați eroare |
| 114523.05.03                              | Situl arheologic de la Sighișoara - "Dealul Viilor" / complex Complex 359 (B 1/2000) (Categorie: locuire) (Tip: locuință)                    | municipiul Sighișoara                               | Dealul Viilor                                        | Sec. VIII                                   |              |                                                         | Încărcați imagine | Raportați eroare |
| 114523.05.01                              | Situl arheologic de la Sighișoara - "Dealul Viilor" / ansamblu anonim (Categorie: locuire) (Tip: Așezare)                                    | municipiul Sighișoara                               | Dealul Viilor                                        |                                             |              |                                                         | Încărcați imagine | Raportați eroare |
| 114523.05.01                              | Situl arheologic de la Sighișoara - "Dealul Viilor" / complex Complex 358 (Categorie: locuire) (Tip: groapă)                                 | municipiul Sighișoara                               | Dealul Viilor                                        |                                             |              |                                                         | Încărcați imagine | Raportați eroare |
| 114523.05.04                              | Situl arheologic de la Sighișoara - "Dealul Viilor" / ansamblu anonim (Categorie: locuire) (Tip: Așezare)                                    | municipiul Sighișoara                               | Dealul Viilor                                        | sec. X-XIII d.Hr.                           |              |                                                         | Încărcați imagine | Raportați eroare |
| 114523.05.02                              | Situl arheologic de la Sighișoara - "Dealul Viilor" / ansamblu anonim (Categorie: locuire) (Tip: Necropolă)                                  | municipiul Sighișoara                               | Dealul Viilor                                        | sec. III-VI d.Hr.                           |              |                                                         | Încărcați imagine | Raportați eroare |
| 114523.05.05                              | Situl arheologic de la Sighișoara - "Dealul Viilor" / ansamblu anonim (Categorie: locuire) (Tip: Necropolă)                                  | municipiul Sighișoara                               | Dealul Viilor                                        | sec. XI-XII d.Hr.                           |              |                                                         | Încărcați imagine | Raportați eroare |
| 114523.06.02 (Cod LMI: MS-II-m-A-15974)   | Biserica din Deal de la Sighișoara / ansamblu Biserica "Sf. Nicolae" (din Deal) (Categorie: structură de cult/religioasă) (Tip: Biserică)    | municipiul Sighișoara                               | Biserica din deal                                    | sec. XIII - 1525                            |              |                                                         | Încărcați imagine | Raportați eroare |
| 114523.06.01 (Cod LMI: MS-II-m-A-15974)   | Biserica din Deal de la Sighișoara / ansamblu anonim (Categorie: structură de cult/religioasă) (Tip: Necropolă)                              | municipiul Sighișoara                               | Biserica din deal                                    | sec. VI d.Hr.                               |              |                                                         | Încărcați imagine | Raportați eroare |
| 119215.02.01 (Cod LMI: MS-II-a-A-15782)   | Biserica evanghelică de la Saschiz / ansamblu anonim (Categorie: structură de cult/religioasă) (Tip: biserică)                               | sat Saschiz, comuna Saschiz                         |                                                      | sec. III-XVIII                              |              | 46°11′39″N 24°57′35″E / 46.1941666667°N 24.9597222222°E | Încărcați imagine | Raportați eroare |
| 119215.03.01 (Cod LMI: MS-II-m-A-15780)   | Cetatea țărănească de la Saschiz / ansamblu anonim (Categorie: locuire civilă) (Tip: Cetate)                                                 | sat Saschiz, comuna Saschiz                         |                                                      | sec. XIII -XVIII                            |              |                                                         | Încărcați imagine | Raportați eroare |
| 119215.03.02 (Cod LMI: MS-II-m-A-15780)   | Cetatea țărănească de la Saschiz / ansamblu anonim (Categorie: locuire civilă) (Tip: Așezare)                                                | sat Saschiz, comuna Saschiz                         |                                                      | Wietenberg                                  |              |                                                         | Încărcați imagine | Raportați eroare |
| 119215.03.03 (Cod LMI: MS-II-m-A-15780)   | Cetatea țărănească de la Saschiz / ansamblu anonim (Categorie: locuire civilă) (Tip: Așezare)                                                | sat Saschiz, comuna Saschiz                         |                                                      | Petrești                                    |              |                                                         | Încărcați imagine | Raportați eroare |
| 114523.07.01                              | Situl arheologic de la Sighișoara - "Platoul Breite" / ansamblu anonim (Categorie: locuire) (Tip: Așezare)                                   | municipiul Sighișoara                               | Platoul Breite                                       | Sighișoara - Wietenberg                     |              |                                                         | Încărcați imagine | Raportați eroare |
| 114523.07.02                              | Situl arheologic de la Sighișoara - "Platoul Breite" / ansamblu anonim (Categorie: locuire) (Tip: Așezare)                                   | municipiul Sighișoara                               | Platoul Breite                                       | sec. IV - V d.Hr.                           |              |                                                         | Încărcați imagine | Raportați eroare |
| 114523.08.01                              | Necropola romană de la Sighișoara - "Dealul Kulterberg" / ansamblu anonim (Categorie: descoperire funerară) (Tip: Necropolă)                 | municipiul Sighișoara                               | Dealul Kulterberg                                    |                                             | 1861         |                                                         | Încărcați imagine | Raportați eroare |
| 114523.09.02 (Cod LMI: MS-II-a-A-15805)   | Fortificația medievală a Sighișoarei / ansamblu anonim (Categorie: construcție) (Tip: Zid de apărare)                                        | municipiul Sighișoara                               |                                                      | sec. XIV - XVII                             |              | 46°13′08″N 24°47′36″E / 46.21889°N 24.79333°E           | Încărcați imagine | Raportați eroare |
| 114523.09.01 (Cod LMI: MS-II-a-A-15805)   | Fortificația medievală a Sighișoarei / ansamblu anonim (Categorie: construcție) (Tip: Așezare)                                               | municipiul Sighișoara                               |                                                      |                                             |              | 46°13′08″N 24°47′36″E / 46.21889°N 24.79333°E           | Încărcați imagine | Raportați eroare |
| 114523.09.03 (Cod LMI: MS-II-a-A-15805)   | Fortificația medievală a Sighișoarei / ansamblu anonim (Categorie: construcție) (Tip: Biserica parohială)                                    | municipiul Sighișoara                               |                                                      | sec. XIII                                   |              | 46°13′08″N 24°47′36″E / 46.21889°N 24.79333°E           | Încărcați imagine | Raportați eroare |
| 114523.09.04 (Cod LMI: MS-II-a-A-15805)   | Fortificația medievală a Sighișoarei / ansamblu Turnul cu Ceas (Categorie: construcție) (Tip: Turn)                                          | municipiul Sighișoara                               |                                                      | sec. XIV-XVIII                              |              | 46°13′08″N 24°47′36″E / 46.21889°N 24.79333°E           | Încărcați imagine | Raportați eroare |
| 114523.09.05 (Cod LMI: MS-II-a-A-15805)   | Fortificația medievală a Sighișoarei / ansamblu Turnul Tăbăcarilor (Categorie: construcție) (Tip: Turn)                                      | municipiul Sighișoara                               |                                                      | sec. XIV-XVIII                              |              | 46°13′08″N 24°47′36″E / 46.21889°N 24.79333°E           | Încărcați imagine | Raportați eroare |
| 114523.09.06 (Cod LMI: MS-II-a-A-15805)   | Fortificația medievală a Sighișoarei / ansamblu Turnul Cositorilor (Categorie: construcție) (Tip: Turn)                                      | municipiul Sighișoara                               |                                                      | sec. XIV-XVIII                              |              | 46°13′08″N 24°47′36″E / 46.21889°N 24.79333°E           | Încărcați imagine | Raportați eroare |
| 114523.09.07 (Cod LMI: MS-II-a-A-15805)   | Fortificația medievală a Sighișoarei / ansamblu Turnul Frânghierilor (Categorie: construcție) (Tip: Turn)                                    | municipiul Sighișoara                               |                                                      | sec. XIV-XVIII                              |              | 46°13′08″N 24°47′36″E / 46.21889°N 24.79333°E           | Încărcați imagine | Raportați eroare |
| 114523.09.08 (Cod LMI: MS-II-a-A-15805)   | Fortificația medievală a Sighișoarei / ansamblu Turnul Măcelarilor (Categorie: construcție) (Tip: Turn)                                      | municipiul Sighișoara                               |                                                      | sec. XIV-XVIII                              |              | 46°13′08″N 24°47′36″E / 46.21889°N 24.79333°E           | Încărcați imagine | Raportați eroare |
| 114523.09.09 (Cod LMI: MS-II-a-A-15805)   | Fortificația medievală a Sighișoarei / ansamblu Bastionul Castaldo (Categorie: construcție) (Tip: bastion)                                   | municipiul Sighișoara                               |                                                      | sec. XIV-XVIII                              |              | 46°13′08″N 24°47′36″E / 46.21889°N 24.79333°E           | Încărcați imagine | Raportați eroare |
| 114523.09.10 (Cod LMI: MS-II-a-A-15805)   | Fortificația medievală a Sighișoarei / ansamblu Turnul Cojocarilor (Categorie: construcție) (Tip: Turn)                                      | municipiul Sighișoara                               |                                                      | sec. XIV-XVIII                              |              | 46°13′08″N 24°47′36″E / 46.21889°N 24.79333°E           | Încărcați imagine | Raportați eroare |
| 114523.09.11 (Cod LMI: MS-II-a-A-15805)   | Fortificația medievală a Sighișoarei / ansamblu Turnul Croitorilor (Categorie: construcție) (Tip: Turn)                                      | municipiul Sighișoara                               |                                                      | sec. XIV-XVIII                              |              | 46°13′08″N 24°47′36″E / 46.21889°N 24.79333°E           | Încărcați imagine | Raportați eroare |
| 114523.09.12 (Cod LMI: MS-II-a-A-15805)   | Fortificația medievală a Sighișoarei / ansamblu Turnul Cizmarilor (Categorie: construcție) (Tip: Turn)                                       | municipiul Sighișoara                               |                                                      | sec. XIV-XVIII                              |              | 46°13′08″N 24°47′36″E / 46.21889°N 24.79333°E           | Încărcați imagine | Raportați eroare |
| 114523.09.13 (Cod LMI: MS-II-a-A-15805)   | Fortificația medievală a Sighișoarei / ansamblu Turnul Fierarilor (Categorie: construcție) (Tip: Turn)                                       | municipiul Sighișoara                               |                                                      | sec. XIV-XVIII                              |              | 46°13′08″N 24°47′36″E / 46.21889°N 24.79333°E           | Încărcați imagine | Raportați eroare |
| 115049.01.01                              | Drumul roman de la Stejeriș / ansamblu anonim (Categorie: construcție) (Tip: Drum)                                                           | sat Stejeriș, comuna Acățari                        | Covata                                               |                                             |              |                                                         | Încărcați imagine | Raportați eroare |
| 116714.01.01                              | Așezarea eneolitică de la Sângeru de Pădure / ansamblu anonim (Categorie: locuire civilă) (Tip: Așezare)                                     | sat Sângeru de pădure, comuna Ernei                 |                                                      |                                             |              |                                                         | Încărcați imagine | Raportați eroare |
| 119395.01.01                              | Așezarea neolitică de la Sânger - "Hotarul Borzești" / ansamblu anonim (Categorie: locuire civilă) (Tip: Așezare)                            | sat Sânger, comuna Sânger                           | Hotarul Borzești                                     |                                             |              |                                                         | Încărcați imagine | Raportați eroare |
| 114426.01.01                              | Așezarea eneolitică de la Sângeorgiu de Mureș - "Cariera de lut Gyera-alja" / ansamblu anonim (Categorie: locuire civilă) (Tip: Așezare)     | sat Sângeorgiu de Mureș, comuna Sângeorgiu de Mureș | Cariera de lut Gyera-alja                            | Cucuteni - Ariușd                           |              |                                                         | Încărcați imagine | Raportați eroare |
| 114426.02.01                              | Situl arheologic de la Sângeorgiu de Mureș - "Dealul Bunii" / ansamblu anonim (Categorie: locuire civilă) (Tip: Așezare)                     | sat Sângeorgiu de Mureș, comuna Sângeorgiu de Mureș | Dealul Bunii                                         | Cucuteni - Ariușd                           |              |                                                         | Încărcați imagine | Raportați eroare |
| 114426.02.08                              | Situl arheologic de la Sângeorgiu de Mureș - "Dealul Bunii" / ansamblu anonim (Categorie: locuire civilă) (Tip: Așezare)                     | sat Sângeorgiu de Mureș, comuna Sângeorgiu de Mureș | Dealul Bunii                                         | sec. X - XIII d.Hr.                         |              |                                                         | Încărcați imagine | Raportați eroare |
| 114426.02.06                              | Situl arheologic de la Sângeorgiu de Mureș - "Dealul Bunii" / ansamblu anonim (Categorie: locuire civilă) (Tip: Așezare)                     | sat Sângeorgiu de Mureș, comuna Sângeorgiu de Mureș | Dealul Bunii                                         | sec. III-VI d.Hr.                           |              |                                                         | Încărcați imagine | Raportați eroare |
| 114426.02.07                              | Situl arheologic de la Sângeorgiu de Mureș - "Dealul Bunii" / ansamblu anonim (Categorie: locuire civilă) (Tip: Așezare)                     | sat Sângeorgiu de Mureș, comuna Sângeorgiu de Mureș | Dealul Bunii                                         | sec.VII-XI d.Hr.                            |              |                                                         | Încărcați imagine | Raportați eroare |
| 114426.02.05                              | Situl arheologic de la Sângeorgiu de Mureș - "Dealul Bunii" / ansamblu anonim (Categorie: locuire civilă) (Tip: Așezare)                     | sat Sângeorgiu de Mureș, comuna Sângeorgiu de Mureș | Dealul Bunii                                         | sec. I-III d.Hr.                            |              |                                                         | Încărcați imagine | Raportați eroare |
| 114426.02.03                              | Situl arheologic de la Sângeorgiu de Mureș - "Dealul Bunii" / ansamblu anonim (Categorie: locuire civilă) (Tip: Așezare)                     | sat Sângeorgiu de Mureș, comuna Sângeorgiu de Mureș | Dealul Bunii                                         | Schneckenberg                               |              |                                                         | Încărcați imagine | Raportați eroare |
| 114426.02.04                              | Situl arheologic de la Sângeorgiu de Mureș - "Dealul Bunii" / ansamblu anonim (Categorie: locuire civilă) (Tip: Așezare)                     | sat Sângeorgiu de Mureș, comuna Sângeorgiu de Mureș | Dealul Bunii                                         | dacică                                      |              |                                                         | Încărcați imagine | Raportați eroare |
| 114426.02.02                              | Situl arheologic de la Sângeorgiu de Mureș - "Dealul Bunii" / ansamblu anonim (Categorie: locuire civilă) (Tip: Așezare)                     | sat Sângeorgiu de Mureș, comuna Sângeorgiu de Mureș | Dealul Bunii                                         | Coțofeni                                    |              |                                                         | Încărcați imagine | Raportați eroare |
| 114391.03.01                              | Așezarea neolitică de la Sâncraiu de Mureș / ansamblu anonim (Categorie: locuire civilă) (Tip: Așezare)                                      | sat Sâncraiu de Mureș, comuna Sâncraiu de Mureș     |                                                      |                                             |              |                                                         | Încărcați imagine | Raportați eroare |
| 114907.04.01                              | Așezarea neolitică de la Sărățeni / ansamblu anonim (Categorie: locuire civilă) (Tip: Locuire)                                               | sat Sărățeni, comuna Sărățeni                       |                                                      |                                             |              |                                                         | Încărcați imagine | Raportați eroare |
| 116028.01                                 | Percutor neolitic la Săbed - "Tei" (Categorie: descoperire izolată) (Tip: obiect izolat)                                                     | sat Săbed, comuna Ceuașu de Câmpie                  | Tei                                                  |                                             |              |                                                         | Încărcați imagine | Raportați eroare |
| 115931.01.01                              | Așezarea eneolitică de la Săcalu de Pădure - "Săcălel" / ansamblu anonim (Categorie: locuire civilă) (Tip: Așezare)                          | sat Săcalu de Pădure, comuna Brâncovenești          | Săcălel                                              |                                             |              |                                                         | Încărcați imagine | Raportați eroare |
| 114462.02                                 | Obiecte neolitice la Sântana de Mureș (Categorie: descoperire izolată) (Tip: obiect izolat)                                                  | sat Sântana de Mureș, comuna Sântana de Mureș       |                                                      |                                             |              |                                                         | Încărcați imagine | Raportați eroare |
| 114863.02                                 | Așezarea neolitică de la Sovata - "Câmpul lui Ilie" (Categorie: locuire civilă) (Tip: așezare)                                               | oraș Sovata                                         | Câmpul lui Ilie                                      |                                             |              |                                                         | Încărcați imagine | Raportați eroare |
| 114863.02.01                              | Așezarea neolitică de la Sovata - "Câmpul lui Ilie" / ansamblu anonim (Categorie: locuire civilă) (Tip: Așezare)                             | oraș Sovata                                         | Câmpul lui Ilie                                      |                                             |              |                                                         | Încărcați imagine | Raportați eroare |
| 114523.10.01                              | Așezarea eneolitică de la Sighișoara - "Valea Dracului" / ansamblu anonim (Categorie: locuire civilă) (Tip: Așezare)                         | municipiul Sighișoara                               | Valea Dracului                                       | Petrești                                    |              |                                                         | Încărcați imagine | Raportați eroare |
| 115058.01                                 | Topor eneolitic la Suveica-Dealul de la Strajă (Categorie: descoperire izolată) (Tip: obiect izolat)                                         | sat Suveica, comuna Acățari                         | Dealul de la Strajă                                  |                                             |              |                                                         | Încărcați imagine | Raportați eroare |
| 120245.01.01                              | Așezarea neolitică de la Sântioara - "Fântâna Turcului" / ansamblu anonim (Categorie: locuire civilă) (Tip: Așezare)                         | sat Sântioana, comuna Viișoara                      | Fântâna Turcului                                     | Starčevo - Criș                             |              |                                                         | Încărcați imagine | Raportați eroare |
| 118744.01                                 | Așezarea neolitică de la Sântioara de Mureș (Categorie: locuire civilă) (Tip: așezare)                                                       | sat Sântioana de Mureș, comuna Pănet                |                                                      |                                             |              |                                                         | Încărcați imagine | Raportați eroare |
| 118744.01.01                              | Așezarea neolitică de la Sântioara de Mureș / ansamblu anonim (Categorie: locuire civilă) (Tip: Așezare)                                     | sat Sântioana de Mureș, comuna Pănet                |                                                      | Decea                                       |              |                                                         | Încărcați imagine | Raportați eroare |
| 117916.01.01                              | Situl arheologic de la Sfântu Gheorghe - "Șes" / ansamblu anonim (Categorie: locuire civilă) (Tip: Locuire)                                  | sat Sfântu Gheorghe, oraș Iernut                    | Șes                                                  | Starčevo - Criș                             |              |                                                         | Încărcați imagine | Raportați eroare |
| 117916.01.02                              | Situl arheologic de la Sfântu Gheorghe - "Șes" / ansamblu anonim (Categorie: locuire civilă) (Tip: Așezare)                                  | sat Sfântu Gheorghe, oraș Iernut                    | Șes                                                  | Coțofeni                                    |              |                                                         | Încărcați imagine | Raportați eroare |
| 117916.01.03                              | Situl arheologic de la Sfântu Gheorghe - "Șes" / ansamblu anonim (Categorie: locuire civilă) (Tip: Așezare)                                  | sat Sfântu Gheorghe, oraș Iernut                    | Șes                                                  | Sighișoara - Wietenberg                     |              |                                                         | Încărcați imagine | Raportați eroare |
| 117916.01.04                              | Situl arheologic de la Sfântu Gheorghe - "Șes" / ansamblu anonim (Categorie: locuire civilă) (Tip: Așezare)                                  | sat Sfântu Gheorghe, oraș Iernut                    | Șes                                                  | Suciu de Sus                                |              |                                                         | Încărcați imagine | Raportați eroare |
| 117916.01.05                              | Situl arheologic de la Sfântu Gheorghe - "Șes" / ansamblu anonim (Categorie: locuire civilă) (Tip: Așezare)                                  | sat Sfântu Gheorghe, oraș Iernut                    | Șes                                                  | Basarabi                                    |              |                                                         | Încărcați imagine | Raportați eroare |
| 117916.01.06                              | Situl arheologic de la Sfântu Gheorghe - "Șes" / ansamblu anonim (Categorie: locuire civilă) (Tip: Așezare)                                  | sat Sfântu Gheorghe, oraș Iernut                    | Șes                                                  | sec. III - II î.Hr.                         |              |                                                         | Încărcați imagine | Raportați eroare |
| 117916.01.07                              | Situl arheologic de la Sfântu Gheorghe - "Șes" / ansamblu anonim (Categorie: locuire civilă) (Tip: Așezare)                                  | sat Sfântu Gheorghe, oraș Iernut                    | Șes                                                  | sec. III - IV                               |              |                                                         | Încărcați imagine | Raportați eroare |
| 117916.01.08                              | Situl arheologic de la Sfântu Gheorghe - "Șes" / ansamblu anonim (Categorie: locuire civilă) (Tip: Așezare)                                  | sat Sfântu Gheorghe, oraș Iernut                    | Șes                                                  | slavă sec. VI                               |              |                                                         | Încărcați imagine | Raportați eroare |
| 117916.01.09                              | Situl arheologic de la Sfântu Gheorghe - "Șes" / ansamblu anonim (Categorie: locuire civilă) (Tip: Așezare)                                  | sat Sfântu Gheorghe, oraș Iernut                    | Șes                                                  | sec. XIII - XIV d.Hr.                       |              |                                                         | Încărcați imagine | Raportați eroare |
| 115691.01.01                              | Tezaurul de argint dacic de la Senereuș / complex anonim (Categorie: depozit/tezaur) (Tip: tezaur)                                           | sat Senereuș, comuna Bălăușeri                      |                                                      | dacică                                      |              |                                                         | Încărcați imagine | Raportați eroare |
| 115931.02.01                              | Descoperirile aparținând culturii Coțofeni de la Săcalu de Pădure - Țibliș / ansamblu anonim (Categorie: neprecizată) (Tip: neprecizat)      | sat Săcalu de Pădure, comuna Brâncovenești          | Țibliș                                               | Coțofeni                                    |              |                                                         | Încărcați imagine | Raportați eroare |
| 115931.03.01                              | Așezarea fortificată de la Săcalu de Pădure - "Cetate" / ansamblu anonim (Categorie: locuire) (Tip: Fortificație)                            | sat Săcalu de Pădure, comuna Brâncovenești          | Cetate                                               | dacică sec. IV - III î.Hr..                 |              |                                                         | Încărcați imagine | Raportați eroare |
| 115931.04.01                              | Așezarea epocii bronzului de la Săcalu de Pădure - "Pârloagele" / ansamblu anonim (Categorie: locuire civilă) (Tip: Așezare)                 | sat Săcalu de Pădure, comuna Brâncovenești          | Pârloagele                                           | Sighișoara - Wietenberg                     |              |                                                         | Încărcați imagine | Raportați eroare |
| 116028.02.01                              | Situl arheologic de la Săbed - "Hanurile de la Lechința" / ansamblu anonim (Categorie: locuire) (Tip: Mormânt)                               | sat Săbed, comuna Ceuașu de Câmpie                  | Hanurile de la Lechința                              | Noua sec. XIII - XII a.Chr.                 |              |                                                         | Încărcați imagine | Raportați eroare |
| 116028.02.02                              | Situl arheologic de la Săbed - "Hanurile de la Lechința" / ansamblu anonim (Categorie: locuire) (Tip: Așezare)                               | sat Săbed, comuna Ceuașu de Câmpie                  | Hanurile de la Lechința                              |                                             |              |                                                         | Încărcați imagine | Raportați eroare |
| 116028.04.01                              | Descoperirea de epoca bronzului de la Săbed - "Harmadláb" / ansamblu anonim (Categorie: descoperire izolată) (Tip: neprecizat)               | sat Săbed, comuna Ceuașu de Câmpie                  | Harmadláb                                            |                                             |              |                                                         | Încărcați imagine | Raportați eroare |
| 116028.03.01                              | Cetatea de pământ de la Săbed - "Cetatea de pământ" / ansamblu anonim (Categorie: locuire civilă) (Tip: Cetate de pământ)                    | sat Săbed, comuna Ceuașu de Câmpie                  | Cetatea de pământ                                    |                                             |              |                                                         | Încărcați imagine | Raportați eroare |
| 116251.01.01                              | Depozitul de bronzuri de la Socolu de Câmpie / ansamblu anonim (Categorie: depozit/tezaur) (Tip: Depozit)                                    | sat Socolu de Câmpie, comuna Cozma                  |                                                      |                                             | 1871         |                                                         | Încărcați imagine | Raportați eroare |
| 116527.01.01                              | Situl arheologic de la Seleuș - "În tău" / ansamblu anonim (Categorie: locuire civilă) (Tip: Așezare)                                        | sat Seleuș, comuna Daneș                            | În tău                                               | Coțofeni                                    |              |                                                         | Încărcați imagine | Raportați eroare |
| 116527.01.02                              | Situl arheologic de la Seleuș - "În tău" / ansamblu anonim (Categorie: locuire civilă) (Tip: Așezare)                                        | sat Seleuș, comuna Daneș                            | În tău                                               |                                             |              |                                                         | Încărcați imagine | Raportați eroare |
| 116527.01.03                              | Situl arheologic de la Seleuș - "În tău" / ansamblu anonim (Categorie: locuire civilă) (Tip: Așezare)                                        | sat Seleuș, comuna Daneș                            | În tău                                               | daco-romană                                 |              |                                                         | Încărcați imagine | Raportați eroare |
| 116527.01.04                              | Situl arheologic de la Seleuș - "În tău" / ansamblu anonim (Categorie: locuire civilă) (Tip: Așezare)                                        | sat Seleuș, comuna Daneș                            | În tău                                               | sec. VII - IX d.Hr.                         |              |                                                         | Încărcați imagine | Raportați eroare |
| 116536.01.02                              | Situl arheologic de la Stejărenii - "Valea Stejărenii" / ansamblu anonim (Categorie: locuire) (Tip: Așezare)                                 | sat Stejărenii, comuna Daneș                        | Valea Stejărenii                                     | romană                                      |              |                                                         | Încărcați imagine | Raportați eroare |
| 116536.01.03                              | Situl arheologic de la Stejărenii - "Valea Stejărenii" / ansamblu anonim (Categorie: locuire) (Tip: Mormânt)                                 | sat Stejărenii, comuna Daneș                        | Valea Stejărenii                                     | sec. VI d.Hr.                               |              |                                                         | Încărcați imagine | Raportați eroare |
| 116536.01.01                              | Situl arheologic de la Stejărenii - "Valea Stejărenii" / ansamblu anonim (Categorie: locuire) (Tip: Mormânt)                                 | sat Stejărenii, comuna Daneș                        | Valea Stejărenii                                     |                                             |              |                                                         | Încărcați imagine | Raportați eroare |
| 116536.02.01                              | Situl arheologic de la Stejărenii - "Calea Strâmtă" / ansamblu anonim (Categorie: locuire civilă) (Tip: Așezare)                             | sat Stejărenii, comuna Daneș                        | Calea Strâmtă                                        | Sighișoara - Wietenberg                     |              |                                                         | Încărcați imagine | Raportați eroare |
| 116536.02.02                              | Situl arheologic de la Stejărenii - "Calea Strâmtă" / ansamblu anonim (Categorie: locuire civilă) (Tip: Așezare)                             | sat Stejărenii, comuna Daneș                        | Calea Strâmtă                                        |                                             |              |                                                         | Încărcați imagine | Raportați eroare |
| 116536.02.03                              | Situl arheologic de la Stejărenii - "Calea Strâmtă" / ansamblu anonim (Categorie: locuire civilă) (Tip: Așezare)                             | sat Stejărenii, comuna Daneș                        | Calea Strâmtă                                        | sec. VII - IX d.H.r                         |              |                                                         | Încărcați imagine | Raportați eroare |
| 116536.03.01                              | Situl arheologic de la Stejărenii - "În Poieni" / ansamblu anonim (Categorie: locuire civilă) (Tip: Așezare)                                 | sat Stejărenii, comuna Daneș                        | În Poieni                                            | Sighișoara - Wietenberg                     |              |                                                         | Încărcați imagine | Raportați eroare |
| 116536.03.02                              | Situl arheologic de la Stejărenii - "În Poieni" / ansamblu anonim (Categorie: locuire civilă) (Tip: Așezare)                                 | sat Stejărenii, comuna Daneș                        | În Poieni                                            | sec. XII d.Hr.                              |              |                                                         | Încărcați imagine | Raportați eroare |
| 116536.04.01                              | Situl arheologic de la Stejărenii - "La Cabana Vânătorului" / ansamblu anonim (Categorie: locuire civilă) (Tip: Așezare)                     | sat Stejărenii, comuna Daneș                        | La Cabana Vânătorului                                |                                             |              |                                                         | Încărcați imagine | Raportați eroare |
| 116536.04.02                              | Situl arheologic de la Stejărenii - "La Cabana Vânătorului" / ansamblu anonim (Categorie: locuire civilă) (Tip: Așezare)                     | sat Stejărenii, comuna Daneș                        | La Cabana Vânătorului                                | romană sec. IV d.Hr.                        |              |                                                         | Încărcați imagine | Raportați eroare |
| 116536.05.01                              | Descoperiri aparținând epocii fierului de la Stejărenii - "În Ment" / ansamblu anonim (Categorie: locuire civilă) (Tip: Așezare)             | sat Stejărenii, comuna Daneș                        | În Ment                                              |                                             |              |                                                         | Încărcați imagine | Raportați eroare |
| 116536.05.02                              | Descoperiri aparținând epocii fierului de la Stejărenii - "În Ment" / ansamblu anonim (Categorie: locuire civilă) (Tip: Așezare)             | sat Stejărenii, comuna Daneș                        | În Ment                                              | sec. VII - VIII d.Hr.                       |              |                                                         | Încărcați imagine | Raportați eroare |
| 116536.06.01                              | Așezarea și fortificația de la Stejărenii - "Poarta Fânaței" / ansamblu anonim (Categorie: fortificație) (Tip: Fortificație)                 | sat Stejărenii, comuna Daneș                        | Poarta Fânaței                                       | romană sec. II - III d.Hr.                  |              |                                                         | Încărcați imagine | Raportați eroare |
| 116536.06.02                              | Așezarea și fortificația de la Stejărenii - "Poarta Fânaței" / ansamblu anonim (Categorie: fortificație) (Tip: Așezare)                      | sat Stejărenii, comuna Daneș                        | Poarta Fânaței                                       | sec. VII - VIII d.Hr.                       |              |                                                         | Încărcați imagine | Raportați eroare |
| 117097.01.01                              | Cetatea de la Solocma -Colțul Movileilui Ször / ansamblu Cetatea Bako (Categorie: locuire civilă) (Tip: Cetate)                              | sat Solocma, comuna Ghindari                        | Colțul Movileilui Ször                               |                                             |              |                                                         | Încărcați imagine | Raportați eroare |
| 117541.02.01                              | Depozitul de bronzuri de la Sâmbriaș - "Lutăria satului" / ansamblu anonim (Categorie: depozit/tezaur) (Tip: depozit de bronzuri)            | sat Sâmbriaș, comuna Hodoșa                         | Lutăria satului                                      | - B2/B3                                     | M. Bakó 1969 |                                                         | Încărcați imagine | Raportați eroare |
| 117916.02.01                              | Situl arheologic de la Sfântu Gheorghe - "La Biserică" / ansamblu anonim (Categorie: locuire civilă) (Tip: Așezare)                          | sat Sfântu Gheorghe, oraș Iernut                    | La Biserică                                          | Starčevo - Criș                             |              |                                                         | Încărcați imagine | Raportați eroare |
| 117916.02.02                              | Situl arheologic de la Sfântu Gheorghe - "La Biserică" / ansamblu anonim (Categorie: locuire civilă) (Tip: Așezare)                          | sat Sfântu Gheorghe, oraș Iernut                    | La Biserică                                          | Coțofeni                                    |              |                                                         | Încărcați imagine | Raportați eroare |
| 117916.02.03                              | Situl arheologic de la Sfântu Gheorghe - "La Biserică" / ansamblu anonim (Categorie: locuire civilă) (Tip: Așezare)                          | sat Sfântu Gheorghe, oraș Iernut                    | La Biserică                                          | Sighișoara - Wietenberg                     |              |                                                         | Încărcați imagine | Raportați eroare |
| 117916.02.04                              | Situl arheologic de la Sfântu Gheorghe - "La Biserică" / ansamblu anonim (Categorie: locuire civilă) (Tip: Așezare)                          | sat Sfântu Gheorghe, oraș Iernut                    | La Biserică                                          |                                             |              |                                                         | Încărcați imagine | Raportați eroare |
| 117916.02.05                              | Situl arheologic de la Sfântu Gheorghe - "La Biserică" / ansamblu anonim (Categorie: locuire civilă) (Tip: Așezare)                          | sat Sfântu Gheorghe, oraș Iernut                    | La Biserică                                          |                                             |              |                                                         | Încărcați imagine | Raportați eroare |
| 117916.02.06                              | Situl arheologic de la Sfântu Gheorghe - "La Biserică" / ansamblu anonim (Categorie: locuire civilă) (Tip: Așezare)                          | sat Sfântu Gheorghe, oraș Iernut                    | La Biserică                                          |                                             |              |                                                         | Încărcați imagine | Raportați eroare |
| 117916.02.07                              | Situl arheologic de la Sfântu Gheorghe - "La Biserică" / ansamblu anonim (Categorie: locuire civilă) (Tip: Necropolă)                        | sat Sfântu Gheorghe, oraș Iernut                    | La Biserică                                          |                                             |              |                                                         | Încărcați imagine | Raportați eroare |
| 117916.03.01                              | Așezarea preistorică de la Sfântu Gheorghe - "După coșuri" / ansamblu anonim (Categorie: locuire civilă) (Tip: Așezare)                      | sat Sfântu Gheorghe, oraș Iernut                    | După coșuri                                          | Coțofeni                                    |              |                                                         | Încărcați imagine | Raportați eroare |
| 117916.03.02                              | Așezarea preistorică de la Sfântu Gheorghe - "După coșuri" / ansamblu anonim (Categorie: locuire civilă) (Tip: Așezare)                      | sat Sfântu Gheorghe, oraș Iernut                    | După coșuri                                          | Sighișoara - Wietenberg                     |              |                                                         | Încărcați imagine | Raportați eroare |
| 117916.03.03                              | Așezarea preistorică de la Sfântu Gheorghe - "După coșuri" / ansamblu anonim (Categorie: locuire civilă) (Tip: Așezare)                      | sat Sfântu Gheorghe, oraș Iernut                    | După coșuri                                          | Suciu de Sus                                |              |                                                         | Încărcați imagine | Raportați eroare |
| 114391.05.01                              | Mănăstirea paulină de la Sâncraiu de Mureș - "Dealul Mănăstirii" / ansamblu anonim (Categorie: structură de cult/religioasă) (Tip: Biserică) | sat Sâncraiu de Mureș, comuna Sâncraiu de Mureș     | str. Cooperativei, punct Dealul Mănăstirii           |                                             | 21.10.2010   | 46°33′30″N 24°31′26″E / 46.55845°N 24.52388°E           | Încărcați imagine | Raportați eroare |
| 119340.05.01 (Cod LMI: MS-II-m-A-15792)   | Castelul Rhedey de la Sângeorgiu de Pădure / ansamblu Castelul Rhedey (Categorie: construcție) (Tip: Castel)                                 | oraș Sângeorgiu de Pădure                           | str. Școlii 8                                        | sec. XVIII                                  |              | 46°25′54″N 24°50′11″E / 46.431794°N 24.836466°E         | Încărcați imagine | Raportați eroare |
| 119475.02.01 (Cod LMI: MS-II-a-A-15798)   | Castelul Haller de la Sânpaul / ansamblu Castelul Haller (Categorie: construcție) (Tip: Castel)                                              | sat Sânpaul, comuna Sânpaul                         |                                                      | sec. XVII - XVIII                           |              | 46°27′47″N 24°20′44″E / 46.46293°N 24.345636°E          | Încărcați imagine | Raportați eroare |
| 114523.130.01                             | Biserica Mănăstirii de la Sighișoara / ansamblu anonim (Categorie: structură de cult/religioasă) (Tip: Mănăstire)                            | municipiul Sighișoara                               |                                                      |                                             |              | 46°13′18″N 24°47′49″E / 46.22167°N 24.79694°E           | Încărcați imagine | Raportați eroare |
| 114523.130.02                             | Biserica Mănăstirii de la Sighișoara / ansamblu anonim (Categorie: structură de cult/religioasă) (Tip: Necropolă plană)                      | municipiul Sighișoara                               |                                                      |                                             |              | 46°13′18″N 24°47′49″E / 46.22167°N 24.79694°E           | Încărcați imagine | Raportați eroare |
| 114523.131.01 (Cod LMI: MS-II-m-A-15987)  | Casa Fronius de la Sighișoara / ansamblu anonim (Categorie: locuire) (Tip: așezare urbană)                                                   | municipiul Sighișoara                               | str. Școlii nr. 13, punct Casa Fronius               |                                             |              | 46°13′18″N 24°47′49″E / 46.22167°N 24.79694°E           | Încărcați imagine | Raportați eroare |
| 114523.131.02 (Cod LMI: MS-II-m-A-15987)  | Casa Fronius de la Sighișoara / ansamblu anonim (Categorie: locuire) (Tip: Așezare)                                                          | municipiul Sighișoara                               | str. Școlii nr. 13, punct Casa Fronius               |                                             |              | 46°13′18″N 24°47′49″E / 46.22167°N 24.79694°E           | Încărcați imagine | Raportați eroare |
| 114523.131.03 (Cod LMI: MS-II-m-A-15987)  | Casa Fronius de la Sighișoara / ansamblu anonim (Categorie: locuire) (Tip: Casă)                                                             | municipiul Sighișoara                               | str. Școlii nr. 13, punct Casa Fronius               | sec. XVII-XVIII                             |              | 46°13′18″N 24°47′49″E / 46.22167°N 24.79694°E           | Încărcați imagine | Raportați eroare |
| 114523.132.01                             | Situl arheologic de la Sighișoara - str. Consiliul Europei / ansamblu anonim (Categorie: locuire) (Tip: Așezare urbană)                      | municipiul Sighișoara                               | str. Consiliul Europei, punct str. Consiliul Europei |                                             |              | 46°13′18″N 24°47′49″E / 46.22167°N 24.79694°E           | Încărcați imagine | Raportați eroare |
| 114523.132.02                             | Situl arheologic de la Sighișoara - str. Consiliul Europei / ansamblu anonim (Categorie: locuire) (Tip: Așezare)                             | municipiul Sighișoara                               | str. Consiliul Europei, punct str. Consiliul Europei | sec. XIX-XX                                 |              | 46°13′18″N 24°47′49″E / 46.22167°N 24.79694°E           | Încărcați imagine | Raportați eroare |
| 114426.04.01                              | Așezarea celtică de la Sângeorgiu de Mureș- Cimitirul romano-catolic / ansamblu anonim (Categorie: locuire) (Tip: Așezare)                   | sat Sângeorgiu de Mureș, comuna Sângeorgiu de Mureș |                                                      | Celtică                                     |              | 46°34′20″N 24°36′05″E / 46.57222°N 24.60139°E           | Încărcați imagine | Raportați eroare |
| 114523.123.01                             | Locuirea preistorică de la Sighișoara - "Platoul Stejăriș" / ansamblu anonim (Categorie: locuire) (Tip: Locuire)                             | municipiul Sighișoara                               | Platoul Stejăriș                                     |                                             |              |                                                         | Încărcați imagine | Raportați eroare |
| 114523.124.01                             | Situl arheologic de la Sighișoara - "Platoul Câmpului" / ansamblu anonim (Categorie: locuire) (Tip: Așezare)                                 | municipiul Sighișoara                               | str. Câmpului, punct Platoul Câmpului                | Sighișoara - Wietenberg                     |              |                                                         | Încărcați imagine | Raportați eroare |
| 114523.124.02                             | Situl arheologic de la Sighișoara - "Platoul Câmpului" / ansamblu anonim (Categorie: locuire) (Tip: Așezare)                                 | municipiul Sighișoara                               | str. Câmpului, punct Platoul Câmpului                | sec. IV-V d.Hr.                             |              |                                                         | Încărcați imagine | Raportați eroare |
| 118744.02.01                              | Așezarea Sighișoara-Wietenberg de la Sântioana de Mureș - "Cetatea lui Ciac" / ansamblu anonim (Categorie: locuire) (Tip: așezare)           | sat Sântioana de Mureș, comuna Pănet                | Cetatea lui Ciac                                     | Sighișoara - Wietenberg - D sec. XIII î.Hr. |              |                                                         | Încărcați imagine | Raportați eroare |
| 114426.03.01                              | Așezarea Coțofeni de la Sângeorgiu de Mureș - "Căpâlna" / ansamblu anonim (Categorie: locuire) (Tip: așezare)                                | sat Sângeorgiu de Mureș, comuna Sângeorgiu de Mureș | Căpâlna                                              | Coțofeni                                    | 1951         |                                                         | Încărcați imagine | Raportați eroare |
| 119395.02.01                              | Tezaurul monetar de la Sânger - "Cânețel" / ansamblu anonim (Categorie: descoperire monetară) (Tip: tezaur monetar)                          | sat Sânger, comuna Sânger                           | Cânețel                                              |                                             | 1845         |                                                         | Încărcați imagine | Raportați eroare |
| 119475.05.01                              | Așezarea din epoca bronzului de la Sânpaul - "Între pâraie" / ansamblu anonim (Categorie: locuire) (Tip: așezare)                            | sat Sânpaul, comuna Sânpaul                         | Între pâraie                                         | circa 1850-1100 î.Hr.                       |              |                                                         | Încărcați imagine | Raportați eroare |
| 119670.02.01                              | Așezarea romană de la Suplac - "La km 15,8" / ansamblu anonim (Categorie: locuire) (Tip: așezare)                                            | sat Suplac, comuna Suplac                           | La km 15,8                                           |                                             |              |                                                         | Încărcați imagine | Raportați eroare |
| 119732.02.01                              | Depozitul de bronzuri de la Suseni - "Fabrica de cărămizi" / ansamblu anonim (Categorie: depozit/tezaur) (Tip: Depozit)                      | sat Suseni, comuna Suseni                           | Fabrica de cărămizi                                  | - A1 sec. XIII î.Hr.                        | 1924         |                                                         | Încărcați imagine | Raportați eroare |
| 120209.02.01                              | Tezaurul monetar de la Sălașuri - "Tanorok" / ansamblu anonim (Categorie: descoperire monetară) (Tip: tezaur monetar)                        | sat Sălașuri, comuna Vețca                          | Tanorok                                              |                                             | 1961         |                                                         | Încărcați imagine | Raportați eroare |